# Ángel Maturino Reséndiz
Ángel Maturino Reséndiz (Izúcar de Matamoros, Puebla; 1 de agosto de 1959-Huntsville, Texas; 27 de junio de 2006), conocido como El asesino del ferrocarril,  El asesino de las vías del tren o El asesino de los rieles, fue un criminal y asesino en serie mexicano, vagabundo, responsable de al menos 15 homicidios a lo largo de Estados Unidos, y del que se tiene la sospecha, no comprobada, de que también efectuó asesinatos en México durante la década de los noventa. Empezó a ser conocido como el asesino de los rieles o del ferrocarril debido a que la mayoría de sus crímenes fueron cometidos cerca de las vías del tren, el cual usaba para transportarse como polizón a través del país. El 21 de junio de 1999 se convirtió, brevemente, en el cuadringentésimo quincuagésimo séptimo (457.º) fugitivo puesto por el FBI en su lista de los diez fugitivos más buscados por el FBI, antes de rendirse ante las autoridades texanas, el 13 de julio, cuando tenía 39 años de edad. Fue hecho convicto por asesinato, y ejecutado por inyección letal casi siete años después de su aprehensión.

## Asesinatos
Abordando trenes clandestinamente dentro y a través de México, Estados Unidos y Canadá, por lo general cruzando las fronteras ilegalmente, Reséndiz fue capaz de eludir a las autoridades por un tiempo considerable. Él tampoco tenía una dirección fija. Los archivos del gobierno de los Estados Unidos muestran que fue deportado al menos en cuatro ocasiones desde su primer ingreso en ese país en 1973.
Reséndiz asesinó a 15 personas utilizando rocas, una piqueta y otros objetos contundentes, principalmente en sus casas. Después de cada asesinato, permanecía por un tiempo en cada casa para alimentarse; tomaba objetos de valor sentimental y revisaba las licencias de conducir de sus víctimas para saber algo de las vidas que había tomado. Robaba joyería y otros objetos que le llevaba a su esposa en México. Mucha de la joyería fue vendida o fundida. Algunos de los objetos tomados de esas casas fueron devueltos por su esposa después de su rendición y captura. El dinero, sin embargo, algunas veces era dejado en la escena del crimen. Violó a algunas de sus víctimas femeninas; la violación era una intención secundaria. La mayoría de sus víctimas fueron cubiertas con una manta u ocultadas, de algún otro modo, de la simple vista.
Reséndiz tenía muchos alias (alguna fuente cita alrededor de 30), pero era principalmente conocido y buscado como Rafael Resendez Ramírez, un alias que al parecer lo tomó de su tío, quien fue quien lo crío en su pueblo natal. Uno de sus alias, Ángel Reyes Reséndiz, era muy cercano a su verdadero nombre: Ángel Leoncio Reyes Recendis, asentado en su acta de nacimiento de Izúcar de Matamoros (Puebla, México), del pueblo o localidad llamada San Nicolás Tolentino. La estancia de Reséndiz en Estados Unidos era ilegal.

## Víctimas
1. En 1986, una mujer no identificada del condado de Bexar fue alcanzada en cuatro ocasiones por disparos de una arma calibre .38. Su cadáver fue dejado en una granja abandonada. Reséndiz declaró que conoció a esa mujer en un refugio para indigentes. Ellos tomaron una motocicleta y viajaron juntos, llevando un arma con ellos para realizar una práctica de tiro. Reséndiz dijo que le disparó porque ella le faltó al respeto.
2. Reséndiz declaró que poco después de haber matado a la mujer indigente, le disparó y mató al novio de esta y tiró su cadáver a un arroyo en algún lugar entre San Antonio y Uvalde. Reséndiz dijo que asesinó a ese hombre por estar involucrado este en la magia negra. El cuerpo de este hombre no identificado nunca fue encontrado y nada se ha sabido de él excepto por lo dicho por Reséndiz a las autoridades. Reséndiz confesó este primer par de homicidios en septiembre de 2001, con la esperanza de que al hacerlo agilizaría su ejecución.
3. El 19 de julio de 1991, el cuerpo de Michel White de 33 años, fue encontrado en el jardín del frente de una casa abandonada del centro de la ciudad de Lexington, Kentucky. Reséndiz también confesó este crimen en septiembre de 2001. Dibujó un mapa de la escena del crimen y dijo haber asesinado a White por ser homosexual. La policía concluyó, en abril de 2006, que efectivamente fue Reséndiz quien asesinó a White, el cual fue golpeado hasta la muerte con un ladrillo.
4 y 5. El 23 de marzo de 1997, en Ocala, Florida, Jesse Howell, de 18 años de edad, fue golpeado hasta morir, con la pieza de ensamblaje de una manguera, y su cuerpo dejado a un lado de las vías del tren. Su prometida, Wendy Von Huben, de 16 años de edad, fue violada, estrangulada y sofocada tanto manualmente como con una cinta para ductos, y su cuerpo enterrado en una fosa de poca profundidad en Sumter County, Florida.
6. En julio de 1997, un viandante sin identificar fue asesinado a golpes con un trozo de madera en un patio del ferrocarril ubicado en Colton, California. Reséndiz es considerado el sospechoso número uno en este caso.
7. El 29 de agosto de 1997, en Lexington, Kentucky, Christopher Maier, de 21 años de edad, estudiante de la Universidad de Kentucky, caminaba cerca de las vías del tren junto a su novia Holly, cuando ambos fueron atacados por Reséndiz, quien golpeó y dio muerte a Maier con una roca de poco más de 23 kilogramos de peso. Reséndiz violó y golpeó severamente a la novia de Maier quien, debido a esto, casi muere. Holly Dunn Pendleton, la única víctima de Reséndiz que se sabe sobrevivió, apareció en los programas de televisión: «I Survived» y «48 hours: Live to Tell», del canal The Biography Channel, y en la serie «Dates from Hell», en el episodio 8: «A Killer Night», y su historia fue contada por el periódico británico The Guardian.
8. El 4 de octubre de 1998, en Hughes Springs, Texas, Leafie Mason, de 81 años de edad, fue asesinada con un atizador antiguo de hierro por Reséndiz, quien entró por una ventana. A 45 m de distancia de la puerta de la Sra. Mason se encuentra la línea del tren Kansas City-Southern.
9. El 17 de diciembre de 1998, en West University Place, Texas, Claudia Benton, de 39 años de edad, una neuróloga pediátrica graduada de la Escuela de Medicina de Baylor, fue violada, acuchillada, y golpeada repetidamente con una estatuilla después de haber entrado a su casa, la cual se encontraba en las inmediaciones de las vías del tren de la Union Pacific. La policía encontró el Jeep Cherokee de ella en San Antonio, Texas, y encontró huellas dactilares en la columna del volante del vehículo. Al momento del asesinato, Reséndiz tenía una orden de aprehensión debida a un arresto por allanamiento y robo, pero aún no por asesinato.
10 y 11. El 2 de mayo de 1999, en Weimar, Texas, Norman J. Sirnic, de 46 años de edad, y Karen Sirnic, de 47, fueron aporreados hasta la muerte con una marra, esto en una casa parroquial de la Iglesia Unida de Cristo, donde Norman Sirnic era el pastor. El edificio estaba localizado a un lado de las vías férreas de la Union Pacific. El Mazda rojo de los Sirnic fue encontrado en San Antonio, Texas, tres semanas más tarde, y las huellas dactilares encontradas enlazaban el caso con el de Claudia Benton.
12. El 4 de junio de 1999, en Houston, Texas, Noemí Domínguez, de 26 años de edad, una profesora de la escuela elemental «Benjamin Franklin» del Distrito Escolar Independiente de Houston, fue asesinada a golpes con una piqueta dentro de su apartamento cerca del ferrocarril. Siete días después, su Honda Civic blanco fue descubierto por policías estatales en el puente internacional en Del Río, Texas.
13. El 4 de junio de 1999, en Schulenburg, Texas, Josephine Konvicka, de 73 años de edad, fue asesinada mientras dormía, con un golpe en la cabeza propinado con la misma piqueta usada para matar a Noemí Domínguez. Su granja no estaba lejos de Weimar. Reséndiz intentó hurtar su coche, pero no pudo encontrar las llaves.
14 y 15. El 15 de junio de 1999, en Gorham, Illinois, George Morber, de 80 años de edad, y su hija Carolyn Frederick, de 52, fueron asesinados. Reséndiz le disparó a George Morber en la cabeza con una escopeta para después golpear hasta matar a Carolyn Frederick con la misma arma. La casa de ellos se localizaba a unos 90 metros de las vías férreas. Después, la policía encontraría la pickup roja de Morber en la ciudad de Cairo, Illinois, la cual se ubica 60 millas al sur de Gorham. Adicionalmente, la oficina del sheriff del condado de Jackson encontró huellas digitales en la casa saqueada de Morber, identificando sin lugar a dudas a Reséndiz como el homicida.
16. Reséndiz es sospechoso de la muerte de Fannie Whitney Byers, de 81 años de edad, quien fue encontrada el 10 de diciembre de 1998 golpeada hasta morir con una llanta en su casa de Carl, Georgia, la cual se ubicaba cerca de las vías de CSX Transportation. Una pareja de Lexington fue inculpada por este caso de homicidio del condado de Barrow; sin embargo, Reséndiz admitió ante un agente del FBI que fue él quien asesinó a Byers, según lo expresaron las autoridades.

## Arresto y juicio

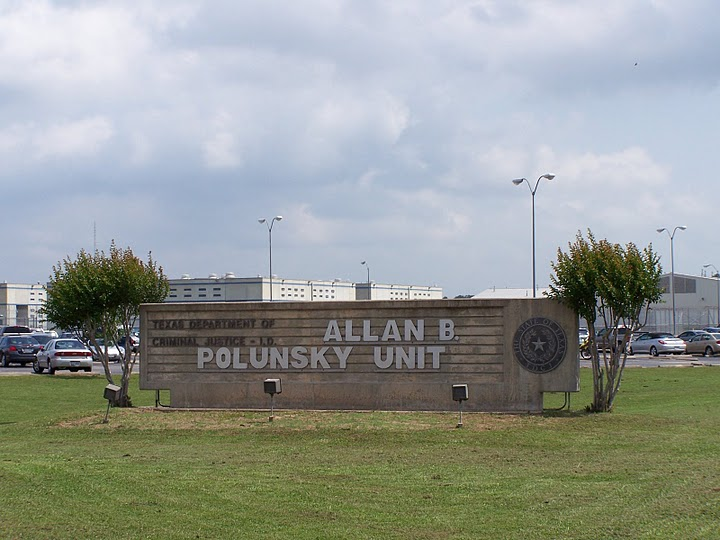
Unidad Allan B. Polunsky, casas del corredor de la muerte para varones del Estado de Texas, donde estuvo radicado Ángel Reséndiz antes de su ejecución.

La policía rastreó y encontró a la hermana de Reséndiz, Manuela. Ella temía que su hermano pudiera matar a alguien más o fuera asesinado por el FBI, por lo que hizo un trato para ayudar a la policía. Un Ranger de Texas, Drew Carter, acompañado de Manuela y un guía espiritual, se reunieron con Reséndiz en un puente que conecta El Paso, Texas, con Ciudad Juárez. Reséndiz se rindió ante Carter.
Durante una comparecencia, Reséndiz acusó a Carter de mentir bajo juramento, puesto que había hecho creer a la familia de Reséndiz, que éste evitaría la pena de muerte; sin embargo, el destino de Reséndiz sería decidido por un jurado y no por Carter.
En 1999, el exprocurador general de Texas, Jim Mattox (cauteloso, por la controversia levantada antes por las muchas confesiones y retractaciones hechas por Henry Lee Lucas), comentó de Reséndiz: «Espero que no empiecen a achacarle cada crimen cometido cerca de las vías del tren».
Reséndiz fue juzgado y sentenciado por el asesinato de Claudia Benton.
Se le asignó el número de identificación 999356, por parte del Departamento de Justicia Criminal de Texas.

## Salud mental
El 21 de junio de 2006, un juez de Houston determinó que Reséndiz era mentalmente apto, y que procedía su ejecución. Después de haber escuchado el fallo del juez, Reséndiz dijo: «No creo en la muerte, sé que el cuerpo se pierde, pero yo, como persona, soy eterno, viviré por siempre». Él también se describió como mitad hombre y mitad ángel, y les dijo a los psiquiatras que no podría ser ejecutado porque no creía que pudiera morir.
Declaraciones como las antedichas llevaron a los especialistas a concluir que Reséndiz no era apto para ser ejecutado. En un informe de su caso, se afirma que Ángel Maturino Reséndiz padecía esquizofrenia desde su juventud, y que en el tiempo de permanencia en el corredor de la muerte fue trasladado hasta en ocho ocasiones a un hospital psiquiátrico.

## Muerte

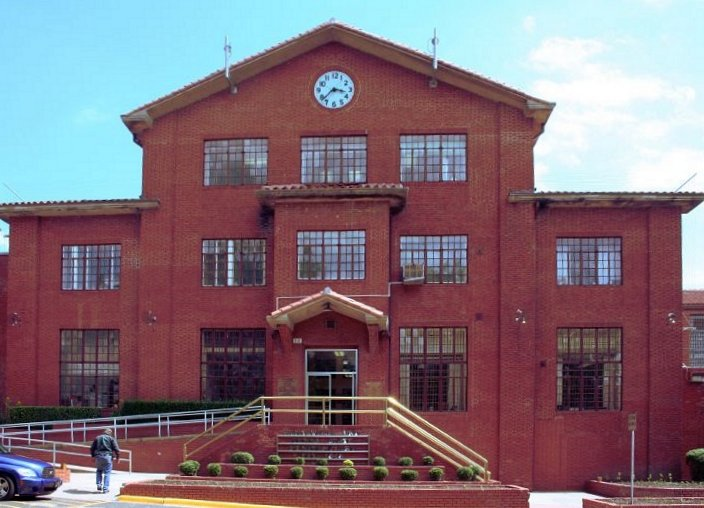
Unidad de Huntsville, donde Reséndiz fue ejecutado.

A pesar de una apelación pendiente en la Corte de Apelaciones del quinto circuito de los Estados Unidos, la sentencia de muerte para Reséndiz estaba firmada y sellada por el asesinato de Claudia Benton. Él estaba radicado en la unidad Polunsky en West Livingston, Texas.
Fue ejecutado en la Unidad de Huntsville en Huntsville, Texas el 27 de junio de 2006 mediante inyección letal. En sus últimas palabras, Reséndiz dijo:  «Quiero preguntar si es que está en tu corazón el perdonarme. No tienes que hacerlo. Sé que dejé al diablo gobernar mi vida. Solo pido tu perdón y pido a Dios me perdone por dejar que el diablo me confundiera. Le agradezco a Dios por tenerme paciencia. No tenía derecho a causarte dolor. No merecías eso. Yo merezco lo que tengo». Reséndiz fue declarado muerto a las 8:05 p. m. CST (o 1:05 UTC) del 28 de junio de 2006.
El esposo de Claudia Benton, George, estuvo presente en la ejecución y dijo de Reséndiz: «el mal contenido en forma humana, una criatura sin alma, ni conciencia, sin ningún remordimiento, sin consideración por la santidad de la vida humana».

## Cultura popular
El caso de Reséndiz fue destacado en cuatro documentales sobre crimen:
- Crime Stories del canal Discovery.
- Infamous Murders, «Death in the Country», en el canal History.
- Murder She Solved: True Crime, «Episodio 13: Railway Killer» de la cadena de televisión Oprah Winfrey en Canadá.
- The FBI Files, «Tracks of a Killer», en el canal The Biography Channel durante el 2003.
- Catching Killers en Netflix. Su historia figura en el primer capítulo de la tercera temporada «End of the Line: The Railroad Killer» (2023).

Reséndiz fue el tema del episodio 48 Hours Mystery del canal CBS «Live to Tell: The Railroad Killer», transmitido el 11 de diciembre de 2010, en el cual Holly Dunn comparte la historia sobre su ataque y el asesinato de Christopher Maier. Ese incidente también fue recreado para el programa de televisión «Dates from Hell».
Un episodio del programa Mentes criminales, llamado «Catching Out», presenta a un asesino en serie llamado Armando Salinas, quien parece estar basado en Reséndiz. Al igual que Reséndiz, él es un vagabundo de origen hispano que viaja en tren y mata a la mayoría de sus víctimas aporreándolas.